# Pyrausta minimistricta
Pyrausta minimistricta là một loài bướm đêm trong họ Crambidae.